# Edition Leipzig
Die Edition Leipzig war ein Verlag in der DDR, welcher Bücher zum großen Teil auf ausländischen Märkten platzierte (Exportverlag). Damit sollte sowohl ein repräsentativer Zweck erfüllt als auch Devisen beschafft werden. Heute ist der Verlag Teil der Verlagsgruppe Seemann Henschel GmbH & Co. KG, die im Oktober 2017 von Zweitausendeins übernommen wurde. mit dem Programmbereich Regional- und Kulturgeschichte.
Von 1960 bis 1984 erschienen über 1.000 Buchtitel, wovon über 500 Buchtitel in fremden Sprachen und etwa 60 sogar in mehrsprachigen Fassungen herausgegeben wurden.
In der ersten Verlagsphase bis 1965 überwog die Herausgabe von naturwissenschaftlichen und technischen Büchern. Später kamen im verstärkten Maß kultur- und kunstgeschichtliche sowie populärwissenschaftliche Werke hinzu. Besonders profiliert hat sich der Verlag mit dem Druck hochwertiger Faksimiles und dem historischen Neudruck. Belletristische Titel blieben eher die Ausnahme. Eine Vermarktung dieses Genres wurde aufgrund fehlender Marktpräsenz als Verlag im entsprechenden Zielland als nicht rentabel genug verworfen.

## Gründungszeit
Der Verlag wurde 1960 in Leipzig gegründet, nachdem die Idee erstmals 1956 formuliert wurde, einen Buchverlag zu schaffen, welcher direkt dem Außenhandelsunternehmen angeschlossen sein soll.
Unter dem Verlagsnamen „Edition Leipzig“ konnten im westlichen Ausland, vor allem aber in der alten Bundesrepublik auch Bücher von solchen DDR-Verlagen vertrieben werden, die aufgrund von Enteignungen traditionsreicher Alt-Verlage entstanden waren und denen in der Bundesrepublik gleichnamige Verlage als Fortsetzung der in der DDR enteigneten Traditionsunternehmen gegenüberstanden, wie Brockhaus, Reclam oder Meyer. Die betreffenden westdeutschen Verlage boykottierten nämlich das Auftreten der DDR-Verlage, so dass diese mit ihrem Verlagsprogramm vor allem auf dem westdeutschen Markt nicht auftreten konnten. Auch eine Teilnahme an der Frankfurter Buchmesse war diesen Verlagen in der Regel versagt.
Die konkreten Ausarbeitungen, die zur Verlagsgründung führen sollten, begannen im Stammsitz von E. A. Seemann in Leipzig. Gastrecht erhielt der Verlag dann zunächst in der Akademischen Verlagsgesellschaft Geest & Portig. Erst seit dem 20. Juni 1960 bezog der Verlag in der Karlstraße 20 auf Dauer eigene Räume.
Zunächst wurden Bücher von anderen DDR-Fachverlagen übernommen. Standardwerke, welche sich leicht auf dem Markt platzieren ließen, waren dabei erste Wahl. Bis 1965 herrschten naturwissenschaftlich-technische Titel der DDR vor. Das erste Buch, welches in der Edition Leipzig erschien, war das Taschenbuch der Mathematik von Ilja Nikolajewitsch Bronstein und Konstantin Adolfowitsch Semendjajew aus dem Teubner-Verlag. Bis 1970 wurden 10 Auflagen herausgegeben. Einer der ersten Titel, welcher vom Verlag selbst entwickelt wurde, war das Buch Schlag nach: Fakten über die Deutsche Demokratische Republik, welches 1961 gleichzeitig in 17 Sprachen auf dem Markt gebracht wurde. Kunstdrucke über Baudenkmäler, Gemäldegalerien und staatliche Museen der DDR folgten. Die Reihe „Technische Grundlagen“, welche in mehreren Sprachen erschien, wurde speziell für Dritte Welt Länder konzipiert.
Schon früh wurde die Koproduktion mit ausländischen Verlegern angestrebt, um den Werken auf der jeweiligen lokalen Ebene eine bessere Absatzchance zu ermöglichen.

## Neuauflage seltener alter Bücher
Da die Produktion nicht den üblichen marktwirtschaftlichen Bedingungen unterworfen war und zudem die DDR repräsentieren sollte, kamen einige hochwertige Bücher auf den Markt, die auch heute noch von Wert sind. Vor allem durch die faksimilierten Aufarbeitungen alter Bibliotheksbestände mit Hilfe des Lichtdruck-Verfahrens wurde einer breiteren Leserschaft der Zugang zu seltenen Büchern ermöglicht. In Druck und Einband besonders aufwendige Werke wurden in limitierter Auflage herausgegeben. Einen Höhepunkt dieser Ausgaben bildete das „Stundenbuch“ Ludwigs von Orléans, das 1980 zu einem Preis von 2.850 Mark in 800 Exemplaren erschien.
Frühere Einzelneuherausgaben waren der aus dem 3./4. Jahrhundert stammende „Proverbien-Kodex“, ein „altägyptischer Jenseitsführer für Amun-em-uja“ aus der Papyrussammlung der Staatlichen Museen zu Berlin stammend, die hebräische Handschrift „Machsor Lipsiae“ aus der Leipziger Universitätsbibliothek, das „Astronomicum Caesareum“ von Peter Apian und „Afrika aus Karten des 12. bis 18. Jahrhunderts“. Der 1971 erschienene „Atlas des Großen Kurfürsten“ aus der Staatsbibliothek zu Berlin wurde mit 4.140 Mark als Prachtausgabe das bis dahin kostspieligste Unternehmen. Das Faksimile ist mit 85 × 125 cm allerdings nur halb so groß wie das Original. Weitere Werke waren eine Auswahl von „The birds of America“, die „Leningrader Aquarelle“, das „Leningrader Studienbuch – Schmetterlinge, Käfer, Insekten“, „America in Maps“, das „Bilderbuch für Kinder“ oder die Armenbibel „Biblia pauperum“. 
Nach 1980 erschienen Werke wie die „Lothringische Apokalypse“, ein Bibeldruck oder das „Fest-Epistolar Friedrichs des Weisen“, das selbst durch den Preis von 5.950 Mark die Herstellungskosten nicht abdecken konnte. Weitere Beispiele aus den 1980er Jahren sind die Werke „Berliner Architektur-Zeichnungen 1870–1890“ (1987) und „Asien auf Karten vom 12. Jahrhundert bis zur Mitte des 19. Jahrhunderts“ (1989).
Etwas einfacher wurde die Reihe „Bibliothek alter kulinarischer Werke“ angelegt. Sie ist aber trotzdem noch immer eine wertvolle Quelle für Liebhaber alter Kochbücher.
Die Reihe „Historische Kinderbücher“ erlangte bei den historischen Neudrucken besondere Beliebtheit. Es handelte sich dabei nicht um Faksimiles, da hier ein dem Vorbild nur ähnlicher Neusatz des Buches erfolgte. Auch Details, wie Stockflecken oder kleine Beschädigungen durch die Nutzer, wurden dadurch nicht abgebildet. Weitere Titel sind die älteste Version der „Ersten Novgoroder Chronik“ (1016–1352) mit der ersten deutschen Übersetzung oder das „Sonneberger Spielzeugmusterbuch“ von 1831. Auch die seit 1967 erscheinende Reihe „Historische Kartenspiele“ ist zu diesem Ausgabetypus zu rechnen.

## Phase der ausschließlichen Eigenproduktion in der DDR-Zeit
Etwa gegen 1970/71 hatte sich der Verlag am Markt etabliert. Er produzierte nur noch Eigenproduktionen, wobei thematisch Zusammengehörendes zu Reihen zusammengefasst wurde. So entstand die Reihe von Kunst-Bildbänden Das Bild der Frau mit Werken wie Die Frau im alten Ägypten, Die Frau im Mittelalter (von Sibylle Harksen), Die Frau in der Renaissance (Hannelore Sachs), Die Frau im Barock (Helga Möbius), Die Frau im Islam oder Die Frau im Sozialismus, jeweils mit auch in englischer und französischer Ausgabe. 
Unter der Reihe „Wissenschaftliche Sammlung“ wurden Werke, wie die „Geschichte der Naturwissenschaften“ ediert.
Die Tierbuchreihe enthielt Werke wie „Das große Katzenbuch“. Die Reihe „Weltstädte der Kunst“ erschien in mehreren Sprachen von 1965 bis 1981. Auch die Reihe „Kunstdenkmäler in den sozialistischen Ländern“ beherbergt viele Titel.
Ein Absatzproblem entstand dabei teilweise durch die hohen Verkaufspreise. Da der Binnenmarkt nicht mit bedient wurde, konnten keine rentableren hohen Auflagen produziert werden. Die in anderen Bereichen erfolgreich angewandte Methode der Produktion möglichst hochwertiger Werke, war in diesem Bereich, durch den hohen Konkurrenzdruck, nicht immer erfolgreich. Einige Reihen wurden daher schnell wieder eingestellt. Unter der Rubrik „Kunstbücher für Kinder“ fielen Werke wie „Der Künstler und seine Werkstatt“ oder „Tierbilder“. Insgesamt ein weniger erfolgreiches Konzept, trotz des anfänglichen Enthusiasmus, welches sich auf dem ausländischen Markt nicht erfolgreich verkaufen ließ.
Durch die Faksimilierung des „Meißners Musterbuchs für Höroldt-Chinoiserien“ wurde eine Serie mit dem Thema Porzellankunst ins Leben gerufen. Es enthält Werke, die zum Beispiel Meißener Porzellan im Jugendstil zum Thema haben. Mit der Reihe „Kulturgeschichtliche Miniaturen“ wurden Bücher wie „Historische Zielscheiben“ oder „Seefahrer-Souvenirs“ herausgegeben. Auch populärwissenschaftliche Sachbücher, wie „Fabelwesen und Dämonen, eine Kulturgeschichte der Mischwesen“ oder „Becher, Humpen und Pokale, eine Kulturgeschichte des Trinkens und der Trinkgefäße“ wurden in diesem zweiten Zeitabschnitt, unter der Rubrik Kulturgeschichte herausgebracht. Zudem sind Werke wie die „Schlachten der Weltgeschichte“ oder „Die Hanse und das Grand Empire“ hier einzuordnen. Als Ziel wurde dabei formuliert, durch eine Auswahl von Themen aus verschiedenen Wissenschaftsbereichen, die Erkenntnis von Zusammenhängen zu fördern und somit die Urteilskraft zu fördern. Nicht jedes Wort muss hierbei zum Informationsträger werden, sondern episodenhafte Erläuterungen, mit Hilfe plastischer Metapher, sollen den Erzählstrang flüssig halten. – Diese typisch sozialistische Formulierung mag als Beispiel dafür herhalten, wie weit doch in Worten formulierte Ideen gegenüber der Praxis auseinanderklafften. Einerseits versuchte die DDR-Politik bezüglich des eigenen Systems möglichst unkritisch agierende Bürger zu erzwingen, andererseits ließ es solch schön klingende Ausführungen formulieren.
Archivgut des Verlags befindet sich heute im Sächsischen Staatsarchiv – Staatsarchiv Leipzig.

## Der Verlag nach der Wende
1992 vereinigte Silvius Dornier die Kunstverlage E. A. Seemann, Edition Leipzig und Henschel Verlag mit weiteren Verlagen in einer Verlagsgruppe, so dass eine Programmabgrenzung erfolgte. Dabei übernahmen Seemann die Bildende Kunst, Edition Leipzig die Regional- und Kulturgeschichte und der Henschelverlag die Darstellende Kunst.
Seit April 2003 sind die drei Kunstverlage von Dornier an neue Gesellschafter verkauft worden und firmieren jetzt mit dem vierten Verlag, Koehler & Amelang, unter dem Verlagsgruppennamen Seemann Henschel GmbH & Co. KG.
Die Edition Leipzig knüpft inhaltlich auch heute noch stark an die in der DDR begründeten Editionsschwerpunkte an. So werden unter anderem Themenkomplexe wie Meißener Porzellan, Glasmalerei oder Sachsens Schlösser, Burgen und Gärten durch ganze Buchserien abgehandelt. Daneben erfolgt die erneute Bereitstellung ausgewählter älterer Erfolgstitel.